# Johannes Ardüser

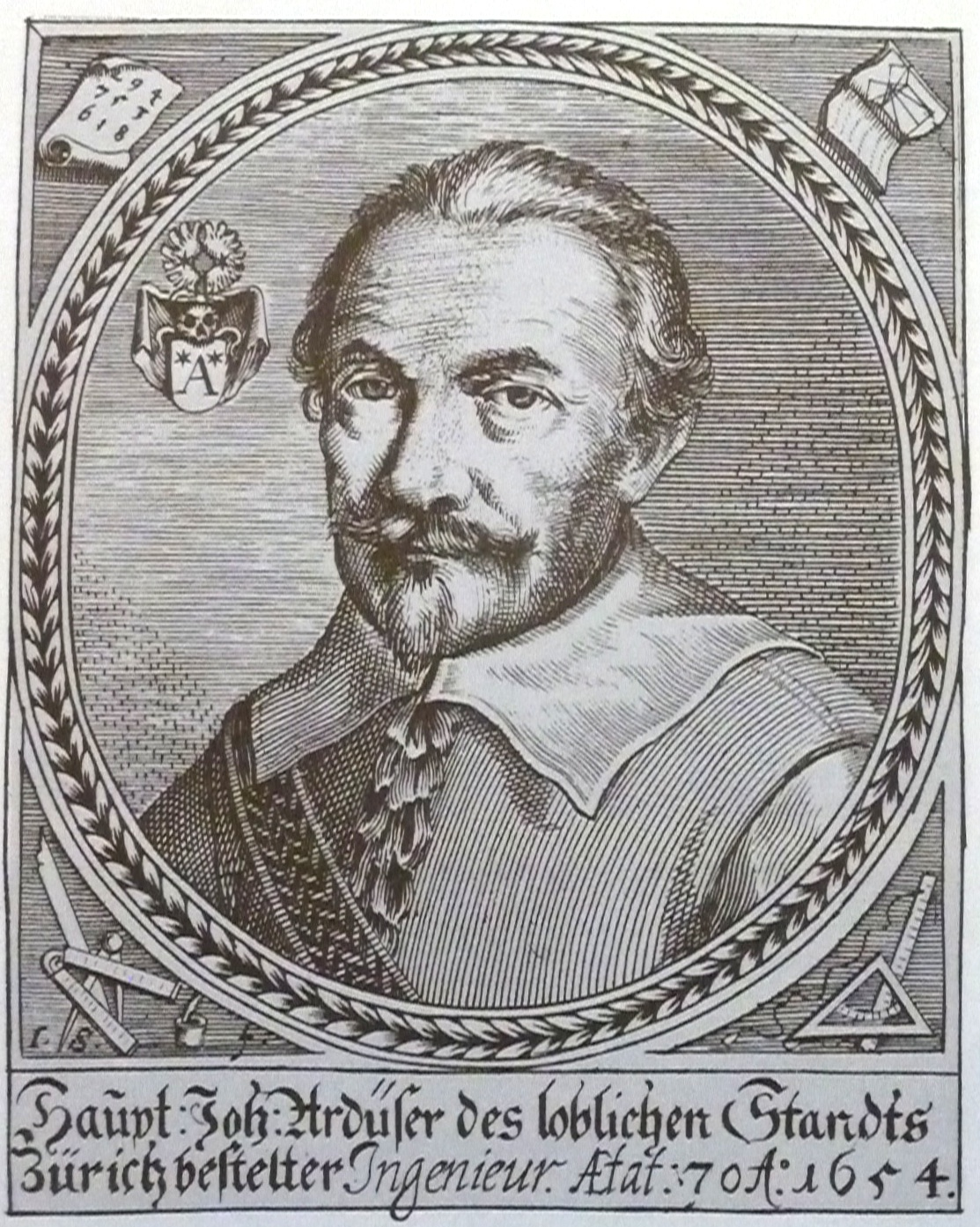
Johannes Ardüser 1654

Johannes Ardüser (* 25. Februar 1585 in Davos; † 26. März 1665 in Zürich) war ein Schweizer Mathematiker und Festungsingenieur.
Ardüser wurde in Davos geboren und im Ausland ausgebildet. Er stand in neapolitanischen, venezianischen, schwedischen und württembergischen Diensten. 1620 erhielt er «in Ansehung seiner Künste» das Bürgerrecht von Zürich geschenkt, heiratete Elisabetha Ziegler und wurde mit der Projektierung der dritten Stadtbefestigung beauftragt, mit deren Bau dann erst 1642 begonnen wurde. Er leitete den Bau zuerst zusammen mit Feldzeugmeister Johann Georg Werdmüller, später allein. 1657 wurde er in den Grossen Rat von Zürich als Zwölfer der Zunft zur Saffran aufgenommen.

## Werke

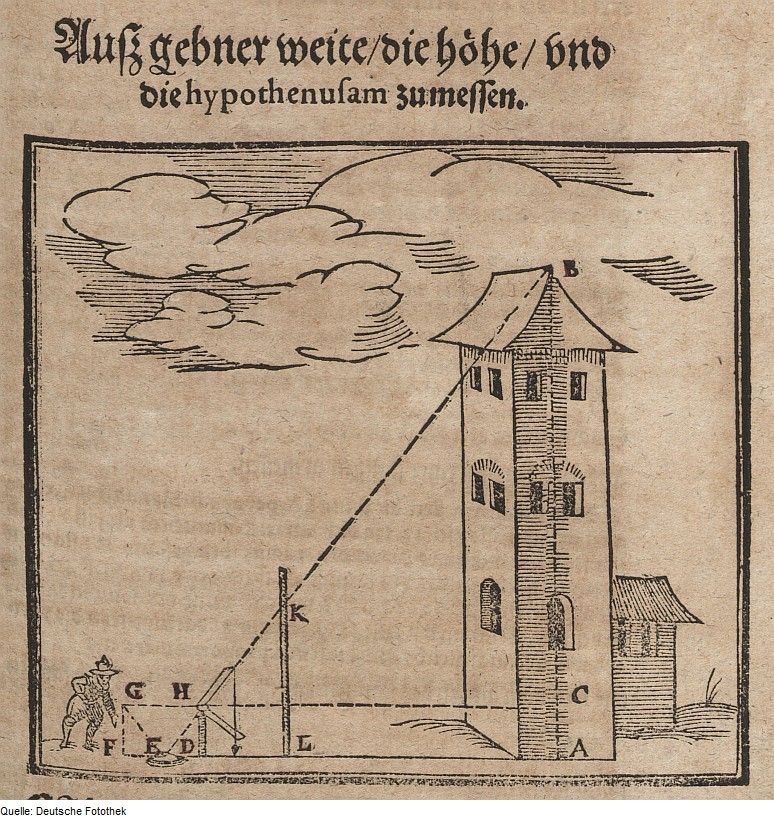
Skizze von Ardüser zur Höhenmessung

Ardüser verfasste Schriften mathematischen und architektonischen Inhalts.
- Geometriae, theoricae et practicae: 12 Bücher. Zürich 1627.
- Geometriae, theoricae et practicae: Oder von dem Feldmässen. 14 Bücher. Zürich 1646.
- Architectura von vestungen: wie ein jeder platz auf ein neüe art zu bevestnen. 1651.